# Дьяковцы (Винницкая область)
Дьяковцы́ (укр. Дяківці, пол. Diakowie) — село на Украине, находится в Литинском районе Винницкой области.
Код КОАТУУ — 0522482601. Население по переписи 2001 года составляет 1343 человека. Почтовый индекс — 22341. Телефонный код — 4347.
Занимает площадь 0,461 км².
Днём села принято считать 14 октября, в день Покрова Пресвятой Богородицы.

## Религия
В селе действует храм Покрова Пресвятой Богородицы Литинского благочиния Винницкой епархии Украинской православной церкви.

## Известные люди
- Коваль, Иосиф Ильич — член Государственной думы IV созыва от Подольской губернии, крестьянин.
- Михаил Стельмах — уроженец деревни, известный советский писатель и драматург.

## Адрес местного совета
22341, Винницкая область, Литинский р-н, с. Дьяковцы, ул. Ленина, 6, тел. 3-34-38.